# Rohm
Rohm Semiconductor (ローム株式会社 Rōmu Kabushiki-gaisha?) (estilizado como ROHM) es un fabricante de componentes electrónicos con sede en Kioto (Japón). La empresa fue constituida como Toyo Electronics Industry Corporation por Kenichiro Sato (佐藤 研一郎) el 17 de septiembre de 1958.
La empresa originalmente se denoninaba R.ohm, que se deriva de R para resistencias, su producto original, más ohm, la unidad de medida para las resistencias.
El nombre de la empresa se cambió oficialmente a Rohm en 1979, y luego fue cambiada nuevamente a Rohm Semiconductor en enero de 2009.
Cuando se fundó Rohm, las resistencias eran su principal producto. Posteriormente, la empresa comenzó a fabricar semiconductores. Los circuitos integrados y los semiconductores discretos representan ahora alrededor del 80 % de los ingresos de la empresa.
Hasta 2012, Rohm estuvo entre los 20 principales líderes en ventas de semiconductores.

## Expansión internacional

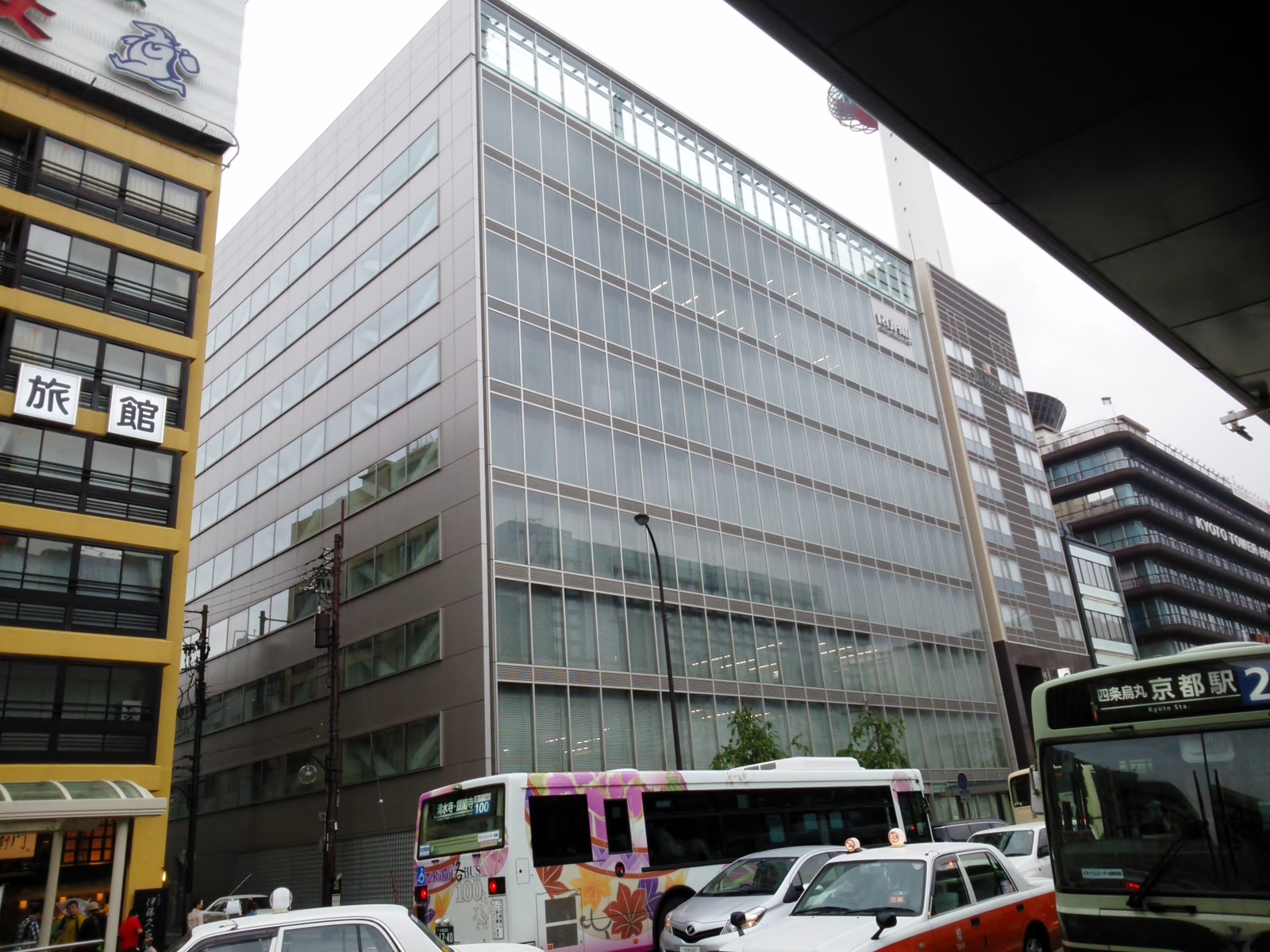
Edificio de oficinas de Rohm en Kioto

En 2016, Rohm inició la construcción de unas instalaciones de producción en Kelantan (Malasia), la cual comenzó su operación en abril de 2017. En 2022, Rohm amplió sus instalaciones aproximadamente 1,5 veces más con el plan de comenzar a operar en 2023. La planta original se centra principalmente en la producción de semiconductores discretos, como diodos, mientras que la instalación ampliada se centrará en la producción de transistores y LSI analógicos.

## Circuitos integrados
FeRAM y otros circuitos integrados LSI están diseñados y fabricados por la división Lapis Semiconductor de Rohm, anteriormente OKI Semiconductor, una división de Oki Electric.